# Эванджелина (фильм, 1913)
«Эванжелина» (англ. Evangeline) — канадский драматический фильм, снятый в 1913 году по одноимённой поэме Г. У. Лонгфелло.

## История
Фильм является первой полнометражной художественной картиной, созданной в Канаде. Режиссёрами были Эдвард Салливен и Уильям Кавано.
Фильм снимался в Новой Шотландии. Было создано пять копий картины.
Премьера состоялась 2 февраля 1914 года в Императорском театре на Джейкоб-стрит в Галифаксе. Фильм был показан в кинотеатрах Новой Шотландии и на всей территории Соединённых Штатов.
Картина считается потерянной.

## В ролях
- Лаура Лиман — Эванжелина Беллефонтейн
- Джон Карлтон — Габриель Лаженессе
- Уильям Кавано — Рене Леблан
- Эдвард Салливен — отец Фелисиен
- Маржерит Маркиз — индианка шауни

## Рецензии
Рецензия в The Halifax Herald на следующий день после премьеры оценивала фильм как «огромный успех, …не только в Галифаксе, но в Нью-Йорке и в других местах на континенте». Лауру Лиман хвалили за исполнение ею «прекрасного персонажа Эванжелины», которая «сразу завоевала симпатии зрителей». Игра Джона Карлтона была оценена рецензентом с формулировкой «играл умело». New York Dramatic Mirror называл фильм «глотком свежего воздуха среди зелёных полей Аркадии».